# Aleksandr Likhachyov
Bản mẫu:Eastern Slavic name
Aleksandr Sergeyevich Likhachyov (tiếng Nga: Александр Сергеевич Лихачёв; sinh ngày 22 tháng 7 năm 1996) là một cầu thủ bóng đá người Nga thi đấu cho F.K. Spartak-2 Moskva.

## Sự nghiệp câu lạc bộ
Anh có màn ra mắt tại Giải bóng đá Quốc gia Nga cho F.K. Spartak-2 Moskva ngày 10 tháng 9 năm 2016 trong trận đấu với F.K. Volgar Astrakhan.

## Quốc tế
Anh giành chức vô địch Giải vô địch bóng đá U-17 châu Âu 2013 cùng với Đội tuyển bóng đá U-17 quốc gia Nga, anh cũng tham dự Giải vô địch bóng đá U-17 thế giới 2013, là á quân Giải bóng đá U-19 vô địch châu Âu 2015 cùng với Đội tuyển bóng đá U-19 quốc gia Nga.